# Primera División 1958 (Venezuela)
In 1958 werd het 38ste seizoen gespeeld van de Primera División, de hoogste voetbalklasse van Venezuela. Dit was het tweede profseizoen, hiervoor was het een amateurcompetitie. Deportivo Portugués werd kampioen. 

## Eindstand
| Plaats | Club                | Wed. | W | G | V | Saldo | Ptn. |
| ------ | ------------------- | ---- | - | - | - | ----- | ---- |
| 1      | Deportivo Portugués | 8    | 5 | 1 | 2 | 11:6  | 11   |
| 2      | Deportivo Español   | 8    | 5 | 0 | 3 | 14:12 | 10   |
| 3      | Estudiantes         | 8    | 3 | 3 | 2 | 13:10 | 9    |
| 4      | La Salle            | 8    | 2 | 2 | 4 | 8:10  | 6    |
| 5      | Danubio             | 8    | 1 | 2 | 5 | 6:14  | 4    |

|  | Kampioen |

1921 · 1922 · 1923 · 1924 · 1925 · 1926 · 1927 · 1928 · 1929 · 1930 · 1931 · 1932 · 1933 · 1934 · 1935 · 1936 · 1937 · 1938 · 1939 · 1940 · 1941 · 1942 · 1943 · 1944 · 1945 · 1946 · 1947 · 1948 · 1949 · 1950 · 1951 · 1952 · 1953 · 1954 · 1955 · 1956 · 1957 · 1958 · 1959 · 1960 · 1961 · 1962 · 1963 · 1964 · 1965 · 1966 · 1967 · 1968 · 1969 · 1970 · 1971 · 1972 · 1973 · 1974 · 1975 · 1976 · 1977 · 1978 · 1979 · 1980 · 1981 · 1982 · 1983 · 1984 · 1985 · 1986 · 1986/87 · 1987/88 · 1988/89 · 1989/90 · 1990/91 · 1991/92 · 1992/93 · 1993/94 · 1994/95 · 1995/96 · 1996/97 · 1997/98 · 1998/99 · 1999/00 · 2000/01 · 2001/02 · 2002/03 · 2003/04 · 2004/05 · 2005/06 · 2006/07 · 2007/08 · 2008/09 · 2009/10 · 2010/11 ·  2011/12 · 2012/13 · 2013/14 · 2014/15 · 2015 · 2016 · 2017 · 2018 · 2019 · 2020 · 2021 · 2022